# Bryan T. Grenfell
Bryan Thomas Grenfell (* 7. Dezember 1954 in Swansea) ist ein britischer Biologe (Epidemiologie, Populationsökologie) und Hochschullehrer an der Princeton University.

## Leben
Grenfell studierte am Imperial College London mit dem Bachelor-Abschluss und wurde 1981 an der University of York in Biologie promoviert. Als Post-Doktorand war er am Imperial College bei Roy Anderson in der Abteilung Pure and Applied Biology. 1986 wurde er Lecturer an der University of Sheffield. Ab 1990 war er Lecturer in der Abteilung Zoologie an der Universität Cambridge, wo er ab 1998 Reader war und ab 2002 Professor für Populationsbiologie. 2004 wurde er Alumni Professor für Populationsbiologie an der Pennsylvania State University und ab 2009 war er Kathryn Briger and Sarah Fenton Professor für Ökologie, Evolutionsbiologie und Public Affairs an der Princeton University (Princeton School of Public and International Affairs).
2014 bis 2021 war er im Leitungsrat (Board of Governors) des Wellcome Trust.

## Werk
Er befasst sich mit Populationsdynamik insbesondere von Krankheiten (bei Mensch und Tier), dem Einfluss von Impfungen, immunisierenden Effekten und Kontrollstrategien und evolutionärer Dynamik. Dabei betrachten sie (ausgehend von hochimmunisierenden Infektionen wie Masern und Influenza) Infektionskrankheiten im Vergleich untereinander, nichtlineare Dynamik der Ausbreitung in Raum und Zeit und Phylo-Dynamik (Auswirkungen des Verlaufs der Epidemien und der Wechselwirkung mit Wirten – insbesondere dem Verhalten des Menschen als Wirt – auf die Evolution der Pathogene, aber auch Gruppen von Organismen). Bei letzteren betrachten sie verschiedene Skalen vom Individuum bis zur Population und Effekte, die über mehrere Skalen wirken. Dabei kombiniert er theoretische Modelle mit der Analyse umfangreicher empirischer Daten (wie Zeitreihen, serologische Surveys) und demonstrierte den Einfluss von Zufälligkeit (Unordnung) und Populationsdichte.
Seine Gruppe untersuchte zum Beispiel die Masern in Entwicklungsländern und die Auswirkung von Impfverweigerung, raum-zeitliche Dynamik von Influenza in den USA, Verbindung der Dynamik der Ausbreitung von Influenza im Wirt und in der Population bei Menschen, Pferden und Vögeln, epidemiologische und evolutionäre Auswirkungen neuer Influenzaimpfstoffe mit breitem Spektrum, Populationsdynamik und Kontrolle des Rotavirus, Zusammenhang von raum-zeitlicher Dynamik von Epidemien und Impfkampagnen, Dynamik und Kontrolle von HIV, Bakterienruhr, Typhus, Maul- und Klauenseuche und Covid-19.
Mit Tim Clutton-Brock trug er zum Verständnis des Allee-Effekts und seiner Bedeutung bei. Der Effekt beschreibt eine positive Kopplung zwischen Wachstum und Populationsdichte bei geringer Populationsdichte dar und spielt eine Rolle in der Dynamik des Aussterbens.

## Ehrungen und Mitgliedschaften
2004 wurde er Fellow der Royal Society, 2006 Mitglied der American Academy of Arts and Sciences (2006) und 2011 Fellow der American Association for the Advancement of Science. 2008 wurde er Ehrendoktor der University of Sheffield und er ist OBE. Er erhielt die Thomas H. Huxley Medal des Imperial College und 1995 die Scientific Medal der Zoological Society of London. 2022 erhielt er den Kyoto-Preis. Dabei wurde er als Begründer der Phylodynamik gewürdigt als Methodologie, die die Infektionsdynamik von RNA-Viren über die Betrachtung der Evolution der Viren erklärt und Immundynamik, Epidemiologie und Infektionsbiologie kombiniert, was zur Erklärung der Infektionsmechanismen und Entwicklung von effektiven Kontrollen beitrug (Laudatio).

## Schriften (Auswahl)
Außer die in den Fußnoten zitierten Arbeiten.
- mit A. P. Dobson, H. K. Moffatt: Ecology of infectious diseases in natural populations, Cambridge UP 1995
- mit D. J. D. Earn, P. Rohani, B. M. Bolker: A simple model for complex dynamical transitions in epidemics, Science, Band 287, 2000, S. 667–670
- mit O. N. Bjørnstad, J. Kappey: Travelling waves and spatial hierarchies in measles epidemics, Nature, Band 414, 2001, S. 716–723
- mit P. J. Hudson, A. P. Rizzoli, J. A. P. Heesterbeek, A. P. Dobson: Ecology of wildlife diseases, Oxford UP 2002
- mit Oliver Pybus, Julia Gog, James Wood, Janet Daly, Jenny Mumford, Edward C. Holmes: Unifying the Epidemiological and Evolutionary Dynamics of Pathogens, Science, Band 303, 2004, S. 327–332
- mit C. Viboud u. a.: Synchrony, waves, and spatial hierarchies in the spread of influenza, Science, Band 312, 2006, S. 447–451
- Measles: Nonlinearity and Stochasticity in an Epidemic Metapopulation, Oxford University Press, 2008
- mit T. P. Van Boeckel u. a.: Global antibiotic consumption 2000 to 2010: an analysis of national pharmaceutical sales data, The Lancet Infectious Diseases, Band 14, 2014, S. 742–750
- mit T. P. Van Boeckel u. a.: Global trends in antimicrobial use in food animals Proc. Nat. Acad. Sci. USA, Band 112, 2015, S. 5649–5654